# 田中耕太郎 (競馬)
田中 耕太郎（たなか こうたろう、1940年3月12日 - ）は日本中央競馬会 (JRA) の元調教師。不祥事により2003年に調教師免許を取り消された。 

## 来歴
1977年3月12日に調教師免許を取得。栗東トレーニングセンターに厩舎を開業。
ミルフォードスルーや、その仔のランフォザドリームらで重賞を勝つなど年間平均で10勝程度をコンスタントにあげる中堅調教師であった。2000年にはニホンピロスワンでひさびさの重賞勝利を挙げた。
しかし、後述の不祥事により、2003年2月5日付でJRAより調教師免許を取り消された。所属馬はすべて田所秀孝厩舎に移籍した。

## 不祥事による調教師免許取り消し
2003年初頭、厩舎に所属している外国産馬の生産者名が調教師当人名義 (KOTARO TANAKA) となっていたことから、JRAが事実関係を調査。その結果、記載名が調教師当人であることが確認できたため、JRAは何らかの処分を下すことを発表した。
その後、2月5日の審査会で諮ったうえで調教師免許取消処分を決定した。理由としては調教師としての適格性を欠き、「日本中央競馬会競馬施行規程第41条第6号」に該当するものと判断された。JRAの調査で以下の主な行為が判明している。
- 競走馬の登録に際し、血統登録証明書への不実の記載を計画するなどの虚偽の登録申請を企てたこと。
  - 2000年頃からアメリカ合衆国で4頭の繁殖用の牝馬を所有し、生産した産駒を取引の当事者となって国内の馬主に売却した。
  - 繁殖用の牝馬を所有していることを隠すために、2002年に米国の血統証明書に記載されていた自分の名前を改竄しようとした。
- 自己の利益のために不正な手段を用いて善意の馬主から不当な利益を得るという行為に及んだこと。
  - 2001年に米国の競り市で自ら落札した馬の落札価格を約1.5倍に上積みして馬主に売却した。
  - 2001年に死産となっていた馬を生きているかのように装って売買契約を結び、最終的には代わりにすでに売却していた馬を売ると偽って馬主から代金を受け取った。

なお、不祥事による日本中央競馬会の調教師免許取消は1993年の野平富久（無資格馬主への名義貸し行為）、2001年の田原成貴（銃刀法および覚醒剤取締法違反）に続く3例目となった。

## 代表管理馬
（カッコ内）は主な勝ち鞍
- ミルフォードスルー（函館3歳ステークス、シンザン記念。ランフォザドリームの母)
- ランフォザドリーム（エリザベス女王杯2着、朝日チャレンジカップ、マーメイドステークス。オウケンサクラの母）
- シスターソノ（ロジータの初仔。レギュラーメンバーの母）
- ニホンピロスワン（ローズステークス）

## おもな厩舎所属者
※太字 は門下生。括弧内は厩舎所属期間と所属中の職分。
- 佐々木晶三（1985年-1986年 調教助手）
- ※岩崎祐己（2002年-2003年 騎手）